# Angelo nero (miniserie televisiva)
Angelo nero è una miniserie televisiva italiana, prodotta da Mediaset e diretta da Roberto Rocco. Venne mandata in prima visione il 24 e 25 giugno 1998.

## Trama
Jack Altieri (Gabriel Garko), giovane restauratore italoamericano, giunge a Vesta dove lo attende un quadro del XVI secolo che ritrae il volto velato della Medea di Carpi, nobildonna processata per stregoneria. Poco dopo l'arrivo di Jack, una ragazza del paese viene uccisa in modo misterioso, facendo cadere i sospetti del commissario Vanzi proprio sul giovane restauratore, a cui viene ben presto consigliato di non portare a termine il lavoro sull'opera, in quanto essa celerebbe un'antica maledizione. Finisce con lo scoprire una setta satanica di cui sono membri importanti personaggi, in realtà demoni incarnati e incontrerà Medea, l'angelo nero o Belial, evocata dal quadro. Gli sarà rivelato di far parte degli angeli guardiani e di essere lui il pittore detto arcangelo che dipinse il quadro del '500. Lui poi permette il ritrovamento del pugnale di S.Bartolomeo che può sconfiggere i demoni incarnati. Infine dopo una disgrazia impazzirà e verrà ricoverato in manicomio.

## Produzione
Nonostante l'ambientazione della fiction sia italiana, le riprese sono state effettuate a Valparaíso (Cile). Il regista di seconda unità della miniserie è Luigi Parisi. 